# Congreso de Mujeres Árabes Palestinas
El Congreso de Mujeres Árabes Palestinas fue celebrado el 26 de octubre de 1929 en Jerusalén. Organizado por figuras importantes de la resistencia y la movilización política como Tarab Abd al-Hadi y Matiel Mogannam, contó con la participación de unos 200 delegados procedentes de distintos puntos territoriales.

## Antecedentes
La historia contemporánea de Palestina se encuentra marcada por la dicotomía de ocupación y resistencia. Tras finalizar la Primera Guerra Mundial, y con el desmembramiento del Imperio Otomano, Palestina cayó en manos de Gran Bretaña. Esto desembocó en la creación del llamado Mandato británico de Palestina. Una de las primeras medidas que Gran Bretaña llevó a cabo fue la creación de la agencia judía en Palestina, entidad encargada de organizar la inmigración de judíos a Palestina, y que permitía la venta de tierras. Esta dinámica de actuación obedece a un plan trazado desde el siglo XIX, que cristalizó en el 1917 con la famosa Declaración Balfour, con el que se pretendía crear un nuevo estado para los judíos en tierras palestinas: 
"El Gobierno de Su Majestad contempla con simpatía el establecimiento en Palestina de un hogar nacional para el pueblo judío, y empleará sus mejores esfuerzos para facilitar el cumplimiento de este objetivo, quedando claramente entendido que no se hará nada que pueda perjudicar los derechos civiles y religiosos de las comunidades no-judías existentes en Palestina, o los derechos y estatus político de que gozan los judíos en cualquier otro país".
Es en este momento cuando se producen las reacciones anticoloniales dentro de la población palestina, lo cual desemboca en la creación de la primera estructura de organización política, el Alto Comité Árabe. Este comité propone parar la colonización judía y crear un Parlamento binacional. No obstante, los sionistas no aceptan el acuerdo, por lo que continúa la llegada de colonos. La llegada masiva de colonos incrementó la movilización y agrupación de la resistencia en Palestina. 
Es fundamental conocer cómo la resistencia palestina se ha organizado desde finales del siglo XIX contra las distintas formas de ocupación a las que han sido sometidos a lo largo de los años. A este respecto, se ha escrito mucho sobre la participación y la importancia de las mujeres palestinas como un eje fundamental de la resistencia. Uno de los claros ejemplos es la creación de la AMA (la Asociación de Mujeres Árabes), en el año 1921. Esta agrupación de mujeres formó parte activa de la resistencia palestina, participando en protestas contra el Alto Comisionado. El objetivo de estas mujeres era conseguir generar un espacio de resistencia colectiva activa, pues la violencia había aumentado de manera significativa entre 1920-1921.  
En este contexto de organización y asociación tuvo lugar en el 1929 la celebración del Congreso de Mujeres Árabes Palestinas. 

## Objetivo

Primer protesta de mujeres en carro 1929

El congreso quería era mostrar, tanto al Mandato británico, como a otros poderes internacionales, la injusticia que se estaba llevando a cabo contra los palestinos. El objetivo principal era acabar por un lado, con la colonización británica, y por otro, frenar el avance colonial de los sionistas. El avance colonial estaba causando multitud de altercados en ciudades como Jerusalén. 
Las principales resoluciones de dicho congreso fueron que había que derogar de manera inmediata la Declaración Balfour. Mostraban su claro apoyo al movimiento nacional que estaban llevando a cabo los hombres, e instaban al Mandato a terminar de manera inmediata con la venta de tierras palestinas. Exponer las bases de sus demandas nacionales para que así Palestina, la tierra de la paz, pudiese nuevamente estar en paz y armonía.
De esta manera, se buscó apoyo en el Comité Árabe Ejecutivo, compuesto por importantes activistas y políticos palestinos (hombres en su mayoría), y muchos de ellos casados con las mismas líderes del movimiento de mujeres. Teniendo como resultado más significativo, la visita de una delegación de mujeres al Gran Comisionado, John Chancellor, para exponer las resoluciones del Congreso. La visita se centró tanto en las reclamaciones nacionalistas sobre el territorio, como en cuestiones relacionadas con la liberación femenina. La visita al comisionado no supuso un punto final en la implicación política de estas mujeres, pues cuando la delegación estaba nuevamente en sesión en Jerusalén decidió que todos los miembros debían participar en una manifestación masiva para consolidar las resoluciones. La demostración se realizó en cerca de 120 carros, iniciando desde el lugar de encuentro, a través de la Puerta de Damasco y otras calles y presentando el Memorándum a los diferentes consulados de la ciudad.
Esta acción fue fundamental para la organización y asociación de los futuros movimientos de mujeres palestinas. Tal fue la relevancia de dicho movimiento que muchas mujeres no dudaron en catalogarlo como nahda (el despertar de las mujeres palestinas). Dos años más tarde, en 1931, la AMA organizó una huelga en favor de los mártires que habían sido asesinados en los disturbios de 1929.

## Conclusiones del congreso
Fueron tres las principales resoluciones del Congreso, como forma de rechazo a las políticas del Gobierno Británico en el territorio:
1. La no aceptación de la Declaración Balfour, que abrió paso oficialmente a la inmigración de judíos provenientes de toda Europa
2. Por un gobierno nacional donde los árabes formasen parte integral y desarrollasen una democracia.
3. En la búsqueda de un desarrollo de la industria nacional y de la economía

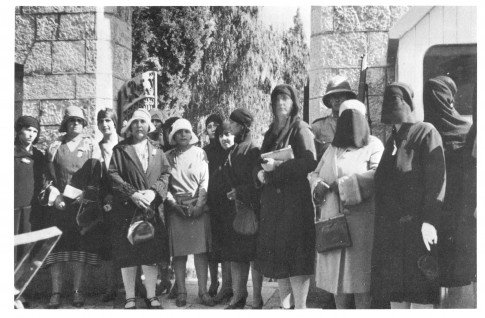
Mujeres palestinas delegadas para hacer la visita al Gran Comisionado John Chancellor

Como resultado se creó un Comité Ejecutivo formado por 14 mujeres elegidas de esta manera:
- Presidenta: Madame Dr. Khalidi
- Tesorera: Miss Shahinda Duzdar
- Miembros: Mesdames Jamal Husseini, Mousa Alami, Ouni Abd El Hadi, Shukry Deeb, Boulos Shihadeh, Subhi El Khadra; Misses Zahia Nashashibi, Fatma Husseini, Khadijeh Husseini, Zleigha Shihabi.[1]

Además de formular demandas nacionalistas, el Congreso resolvió participar en  un “renacimiento del movimiento nacional de mujeres árabes” como en otros países; considerando el Congreso como la fundación del movimiento de mujeres en Palestina; conectado con otras organizaciones de mujeres en Siria, Egipto, e Irak.

## Consecuencias del congreso
Estas primeras formas de organización política dieron lugar a una clara politización de la sociedad palestina. Entre las que destacan figuras como Sadhij Nassar, que se convirtió pronto en una figura peligrosa para los intereses del Mandato Británico. Fue una de las primeras mujeres detenidas en el año 1938. Llegó a ser acusada de sujeto peligroso por los británicos, así como de favorecer el acceso de armas a los palestinos, lo cual le costó ser retenida en el campo de detención de Belén por más de 11 meses.
La AMA dio paso a la Unión de Mujeres Árabes Palestinas a partir de 1944. Esta nueva asociación llevó a cabo multitud de actos de resistencia activa, entre los que destacan manifestaciones etc. Tras ella, tuvieron lugar otros grupos de asociación como La Unión Árabe de Mujeres Palestina (UAMP) en 1965,  o la Unión General de Mujeres Palestinas.  